# Зехрудин Докле
Зехрудин Докле (на албански: Zehrudin Dokle) е албански актьор, режисьор и преводач от български произход. Той е също български общественик и предприемач, притежава строителна фирма. Съосновател, съдружник и изпълнителен директор на фирма „АлбаСоф ООД“. Председател на Културно-просветно дружество „Иван Вазов“ в Тирана, Албания.

## Биография
Зехрудин Докле е роден на 12 януари 1952 година в село Борие, област Гора, Албания. През 1974 година завършва Художествената академия „Александър Моисиу“ в Тирана. Участва в множество албански филми, телевизионни сериали и театрални пиеси. От 1997 до 1999 година работи в албанското Министерство на културата, младежта и спорта като отговарящ за театъра и филмографията. Учредител и лидер е на създаденото през 1999 година в Тирана Културно-просветно дружество „Иван Вазов“. От 2003 година е сред организаторите на Международния театрален фестивал „Бутринт 2000“. През 2005 година е отличен с орден за приноса си за популяризирането на българската култура по света. Превежда на албански език произведения на Николай Хайтов и Чудомир.
Баща е на актьора Леарт Докле.

## Филмография
| Година | Филм                     | Роля         |  |
| ------ | ------------------------ | ------------ |  |
| 1976   | Tomka dhe shokët e tij   |              |  |
| 1977   | Shembja e idhujve        |              |  |
| 1977   | Gunat mbi tela           | Зефи         |  |
| 1982   | Besa e kuqe              |              |  |
| 1984   | Agimet e Stinës së Madhe |              |  |
| 1990   | Ngjyrat e moshës         |              |  |
| 2005   | Mao Ce Dun               | Абди         |  |
| 2005   | Lulet e Borës            |              |  |
| 2009   | Ne dhe Lenini            | Адил Какавия |  |